# Holger Rostek
Holger Rostek (* 1944 in Hameln) ist ein ehemaliger deutscher Tischtennisspieler. Bei der Deutschen Meisterschaft 1965 gewann er Bronze im Doppel. 

## Werdegang
Holger Rostek begann seine Karriere beim Verein TG Esslingen. Bei der deutschen Jugendmeisterschaft 1962 wurde er zusammen mit Gerhard Nagel Dritter im Doppel. Bei den Erwachsenen holte er zusammen mit Walter Fuchs im Doppel Bronze bei der Deutschen Meisterschaft 1965. 
1965 wechselte er zum PSV Stuttgart, ein Jahr später für eine Saison zum TSV Milbertshofen, mit dessen Herrenmannschaft er in der neu gegründeten Bundesliga antrat. Danach war er beim Verein TV Derendingen aktiv.

## Privat
Holger Rostek studierte Jura, promovierte 1971 an der Universität Bielefeld und arbeitete danach als Richter und Rechtsanwalt.